# 슬립링

슬립링(slip ring)은 로터리 조인트, 로터리 커넥터등으로도 불리는 전기/기계적 부품으로, 회전하는 장비에 전원 또는 신호라인을 공급할 때 전선의 꼬임없이 전달가능한 일종의 회전형 커넥터이다.
슬립링은 전력 또는 신호를 송신하는 동안 회전을 요구하는 전자 시스템에서 사용될수 있다.

## 분류
회전부 장착방식에 따라서 끝단형(회전부의 끝단에 연결장착하는 방식)과 중공형(베어링처럼 슬립링 중앙부분에 hole이 있어 회전축에 끼워 장착하는 방식)으로 나뉜다.
접점방식에 따라 흑연 또는 합금 소재를 사용하는 접촉식 방식과 수은 또는 액체형 금속류를 사용하여 접촉하는 비접촉식 방식으로 나뉜다.

## 구성
슬립링은 회전 장치에 고정된 와이어에서 전류 또는 신호를 전달하기 위한 전기 커넥터이다.

## 기술 흐름
1970 ~ 90년도 초반까지는 단순한 전원을 공급하는 목적으로 많이 사용하여 흑연 타입의 저가형 슬립링이 주를 이루었으나, 불량 및 유지보수의 어려움과 미세 신호 종류의 증가. (고사양 아날로그신호, 고속의 디지털 신호 등)로 특수 귀금속 합금류(Gold, Silver Alloy)를 사용한 고품질의 접점방식으로 변화하는 추세이다.
2000년대 이후엔 위성통신망 사용의 대중화로 고주파수 대역 전송을 위한 RFRJ(Radio Frequency Rotary Joint)와 광통신 전송을 위한 FORJ(Fiber Optic Rotary Joint)의 수요도 꾸준히 증가하고 있는 추세이다.

## 참고 문헌
1. ↑  슬립링, 《글로벌 세계 대백과》